# Памятник Петру I (Выборг)
Па́мятник Петру́ Пе́рвому — бронзовая статуя российского императора Петра I на гранитном постаменте, находящаяся в Петровском парке города Выборга. Памятник, установленный в 1910 году в ознаменование двухсотлетия взятия Выборга российскими войсками, из всех выборгских монументов обладает самой богатой историей перемещений с места на место.

## История
В течение более двухсот лет в исторической памяти русскоязычного населения Выборга формировалось представление о неотъемлемой связи Петровской горы с победоносной осадой Выборга в 1710 году и личностью императора Петра Великого. Исторические источники косвенно указывают на возможность присутствия 12 (23) мая 1710 года царя на скале, получившей в последующем название «Петровской». В XVIII веке сложилась легенда о редуте (располагался на месте современного памятника Петру I), с которого якобы сам царь командовал обстрелом города. Однако редут на Петровской горе был построен только в 1734 году в рамках строительства крепости Короно-Санкт-Анны. Самое раннее упоминание о почитании Петровской горы в качестве мемориального места содержат записки Франциско де Миранды, посетившего Выборг в 1787 году: «…видели также место, откуда Петр I, знаток инженерного дела, приказал пробить брешь в крепости. Сооруженный для этого редут, или батарея сохранился до сих пор и носит его имя». Самое раннее упоминание о появлении мемориальных петроглифов «П I» и крест датируется 1827 годом: «… на этой скале находятся изсеченные знаки: П и крест, будто бы в память того, что с нее Петр Первый взял Выборг». Выбитый на скале знак «П I» не является аутентичной монограммой Петра I, а имеет схожесть с монограммой его правнука — императора Павла I. Самые ранние отсылки к «петровской» истории редута встречаются на картографических источниках лишь первой половины XIX века.
После одобрения предложения об установке в Выборге памятника Торгильсу Кнутссону императором Николаем II в начале 1908 года было принято решение также возвести в городе (по предложению генерала Н. Н. Кайгородова) военный Петропавловский собор, поблизости от которого установить памятник Петру I. В качестве места для установки была выбрана вершина скалы, с которой открывается обзор на Выборгский замок. На ней сохранились царский вензель и крест, выбитые, по преданию, самим Петром во время руководства войсками. На статую ориентирована главная улица Старого города.
В ходе празднования двухсотлетия взятия Выборга русскими войсками 14 июня 1910 года в присутствии правительственной делегации бронзовый памятник был торжественно открыт. На монолитном гранитном постаменте высотой 3,5 метра скульптор Л. А. Бернштам изобразил стоящего у пушки царя в мундире полковника Преображенского полка со звездой ордена Андрея Первозванного на груди. Он держит в правой руке план осады Выборга и левой рукой опирается на эфес шпаги. При этом возникла оригинальная архитектурно-скульптурная композиция: взгляды застывших в бронзе Петра I и Торгильса Кнутссона, символизировавших страны-противники, скрещивались на Выборгском замке. Памятное место с вензелем украшено старинной корабельной мортирой. Ещё одна мортира установлена перед памятником.
Однако Петропавловский собор не был достроен (на его месте возведено здание архива), а памятник императору простоял недолго, также как и Памятник русским воинам, погибшим при осаде Выборга в 1710 году. После провозглашения независимости Финляндии в апреле 1918 года финские войска заняли Выборг и сбросили статую с постамента. Планировалось через Хельсинки отправить памятник в Германию на металлолом, но сделка по каким-то причинам не состоялась, и статуя десять лет пролежала на складе в Камппи. В 1928 году памятник переместили во двор Национального музея Финляндии, а в 1930 году отправили назад в Выборг. Возвращённая в город статуя была помещена в городской историко-этнографический музей, а затем в музей изящных искусств на бастионе Панцерлакс.
В 1940 году после Советско-финляндской войны (1939—1940) курсанты открытого в советском Выборге Военно-морского хозяйственного училища перевезли бронзовую статую к себе в училище. А затем её торжественно возвратили на историческое место, предварительно убрав со скалы памятник Независимости Финляндии, установленный в 1927 году (обломок памятника в настоящее время находится в парке Монрепо).

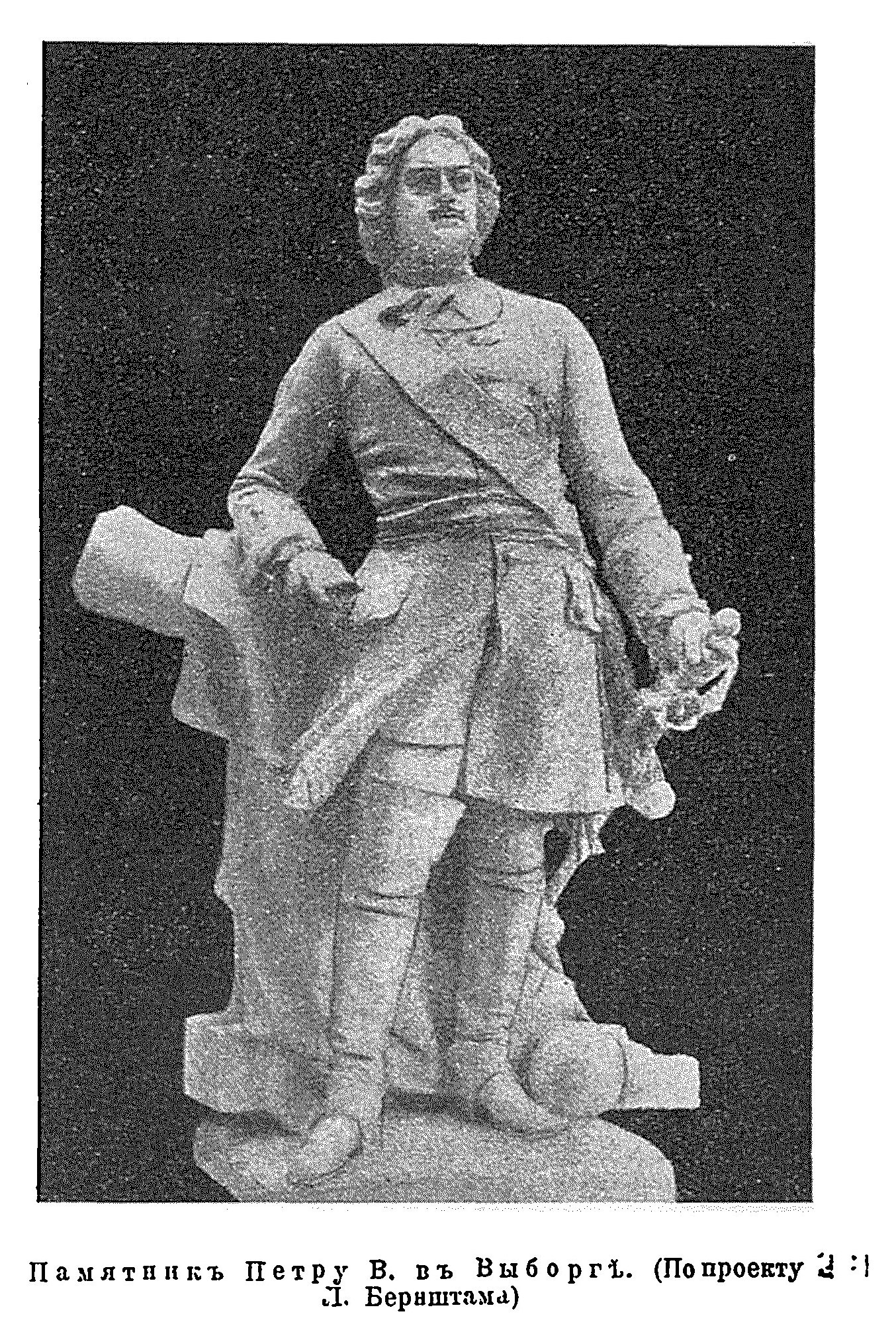
Статуя в 1910-х годах
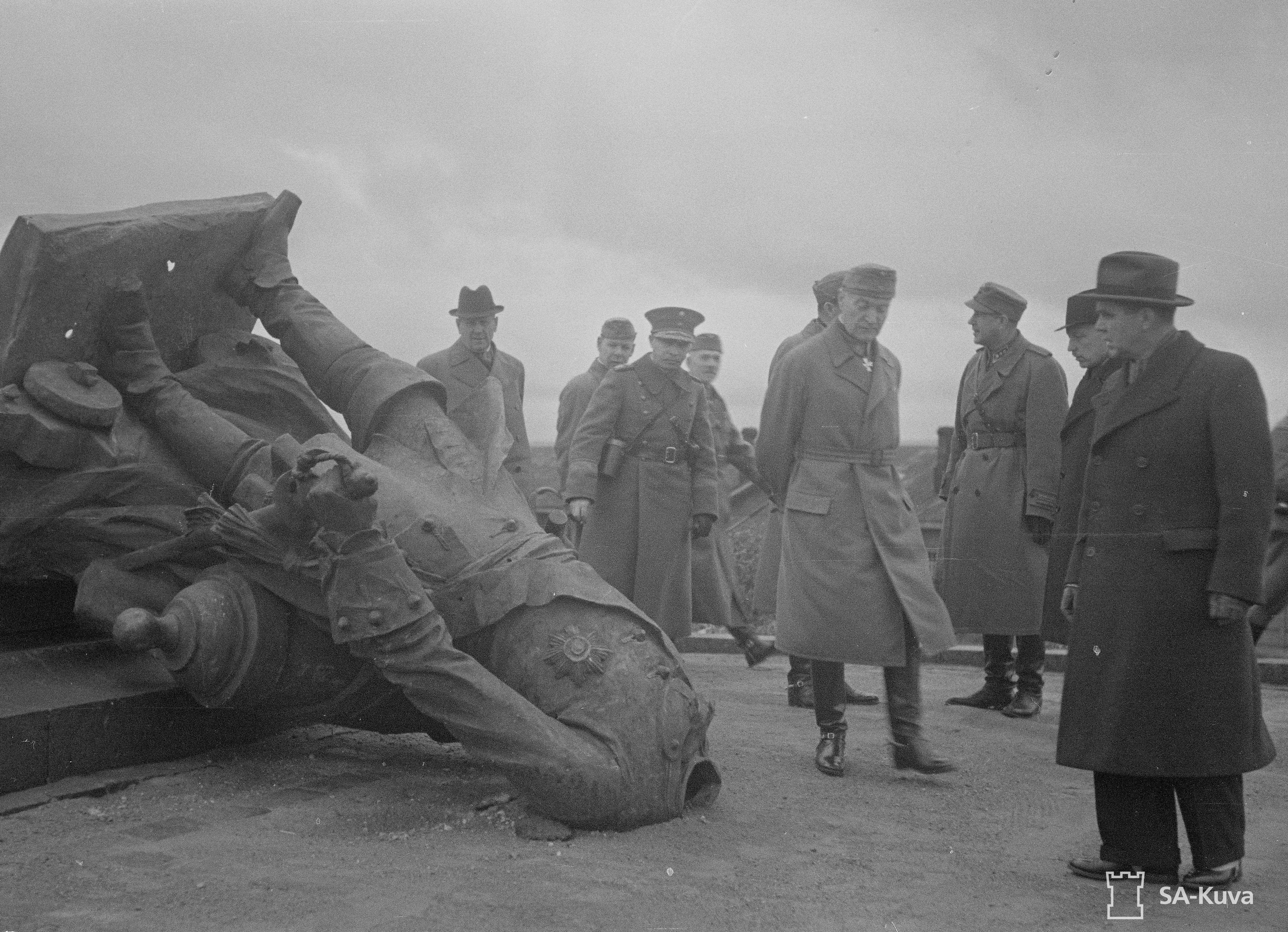
К. Г. Маннергейм, Р. Рюти и другие официальные лица у сброшенного памятника в 1941 году
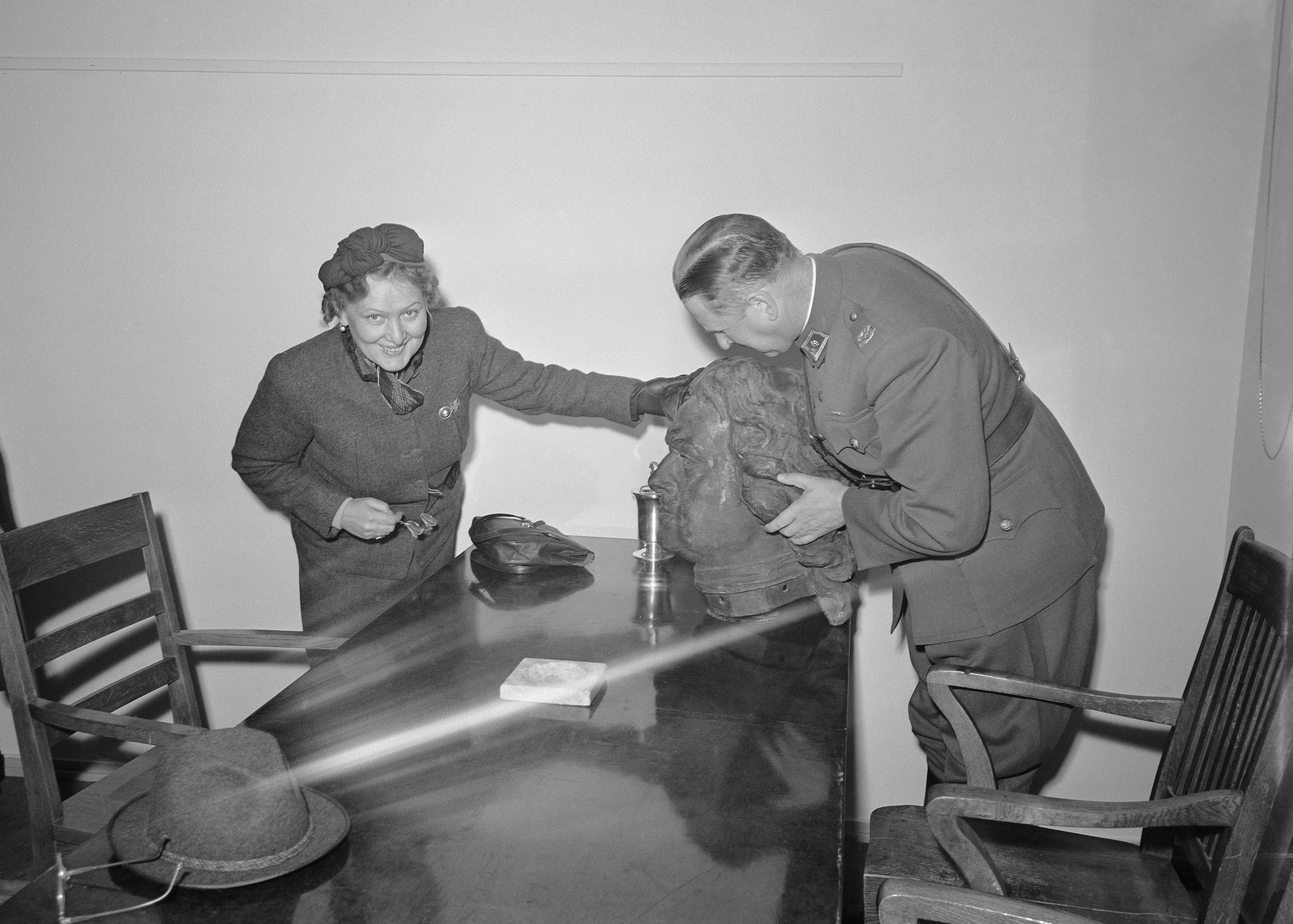
А. Туурна с головой памятника в своём кабинете в 1942 году
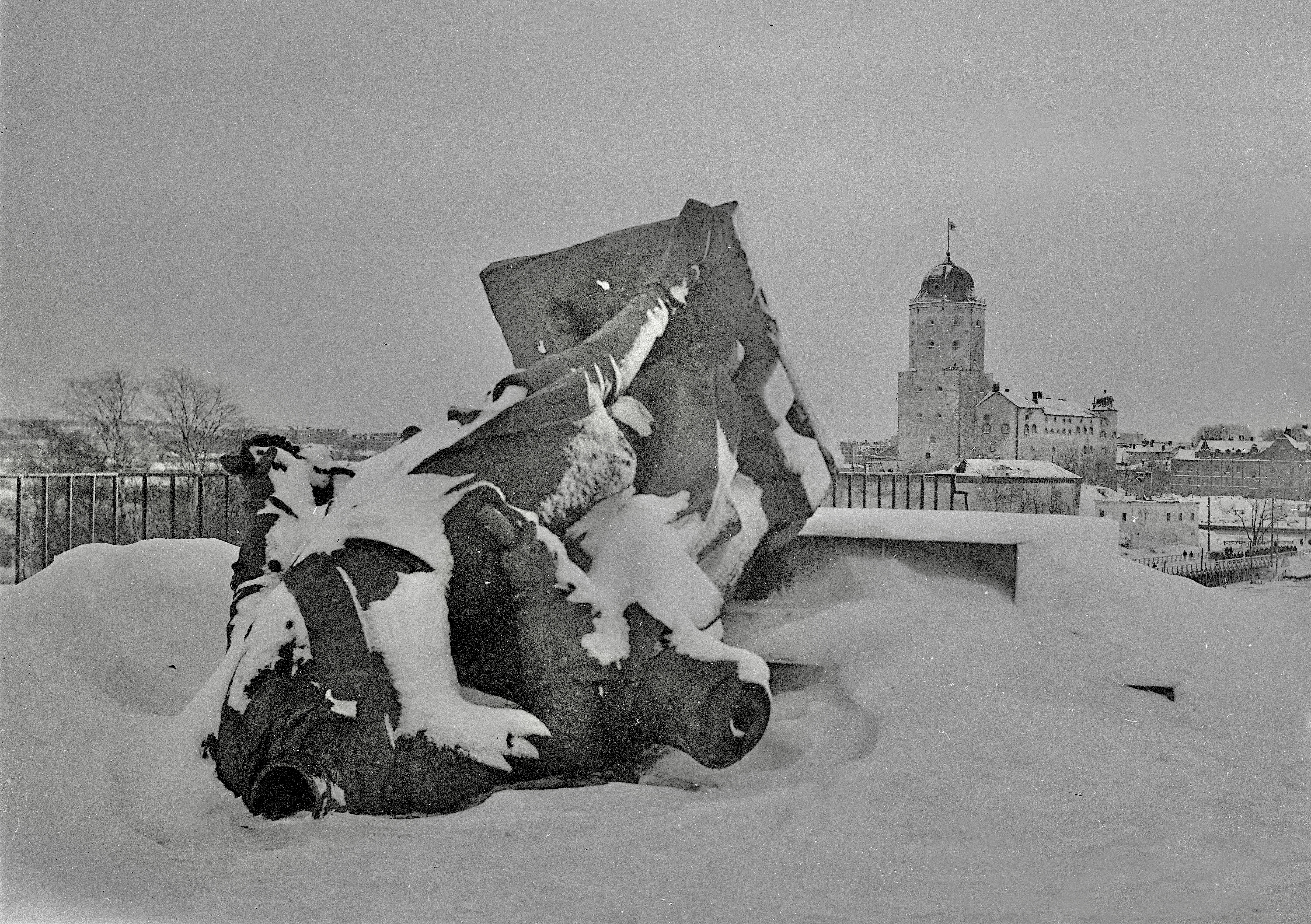
Сброшенный памятник в 1942 году

Но уже в августе 1941 года памятник Петру I был вторично сброшен финскими войсками, вернувшимися в город. При падении статуя получила сильные повреждения: в частности, отвалилась голова, которую мэр города А. Туурна использовал в качестве украшения своего письменного стола. Обломок статуи некоторое время лежал на скале, но после 1942 года помещён в Выборгский замок.
По окончании советско-финских войн была проведена реставрация памятника, снова возвращённого на прежнее место в августе 1954 года. Руководил реставрационными работами скульптор Н. Волжухин, новый постамент выполнен по проекту архитектора А. А. Драги. Он не монолитный, иной формы и несколько выше первоначального. Отличается и надпись на постаменте: «Петр Первый» вместо «Императору Петру Великому. 1710—1910».

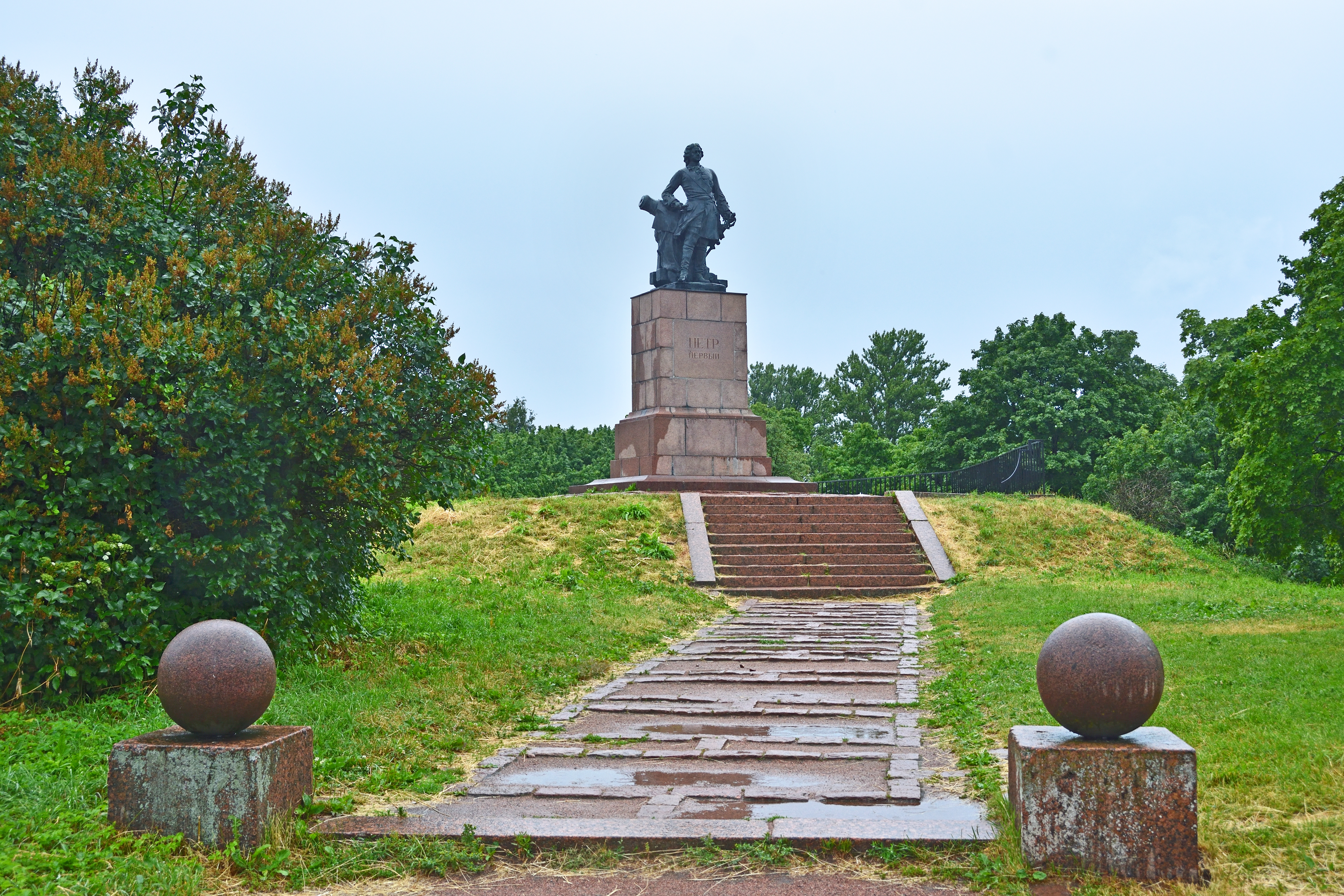
Современный вид
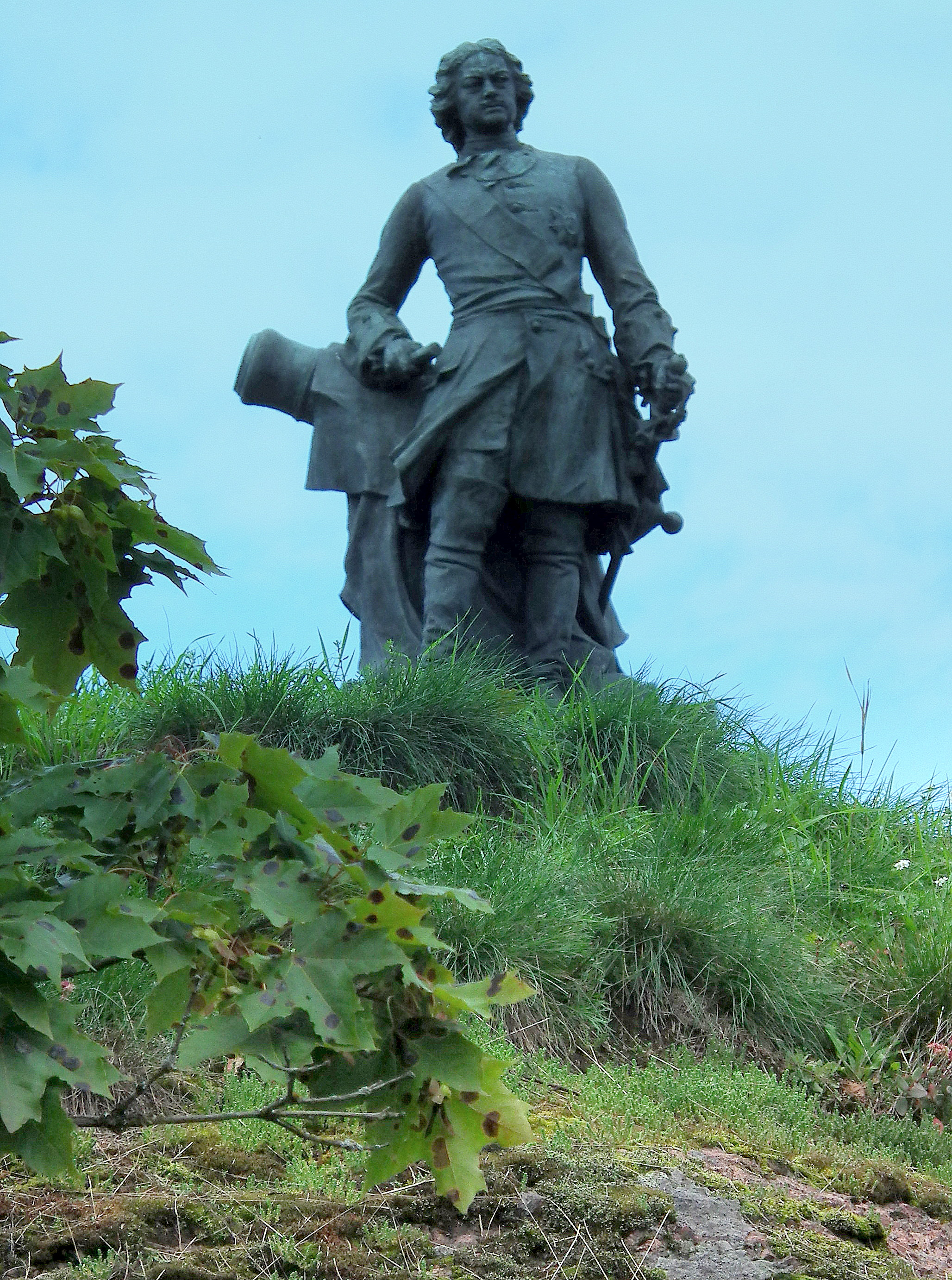
Статуя
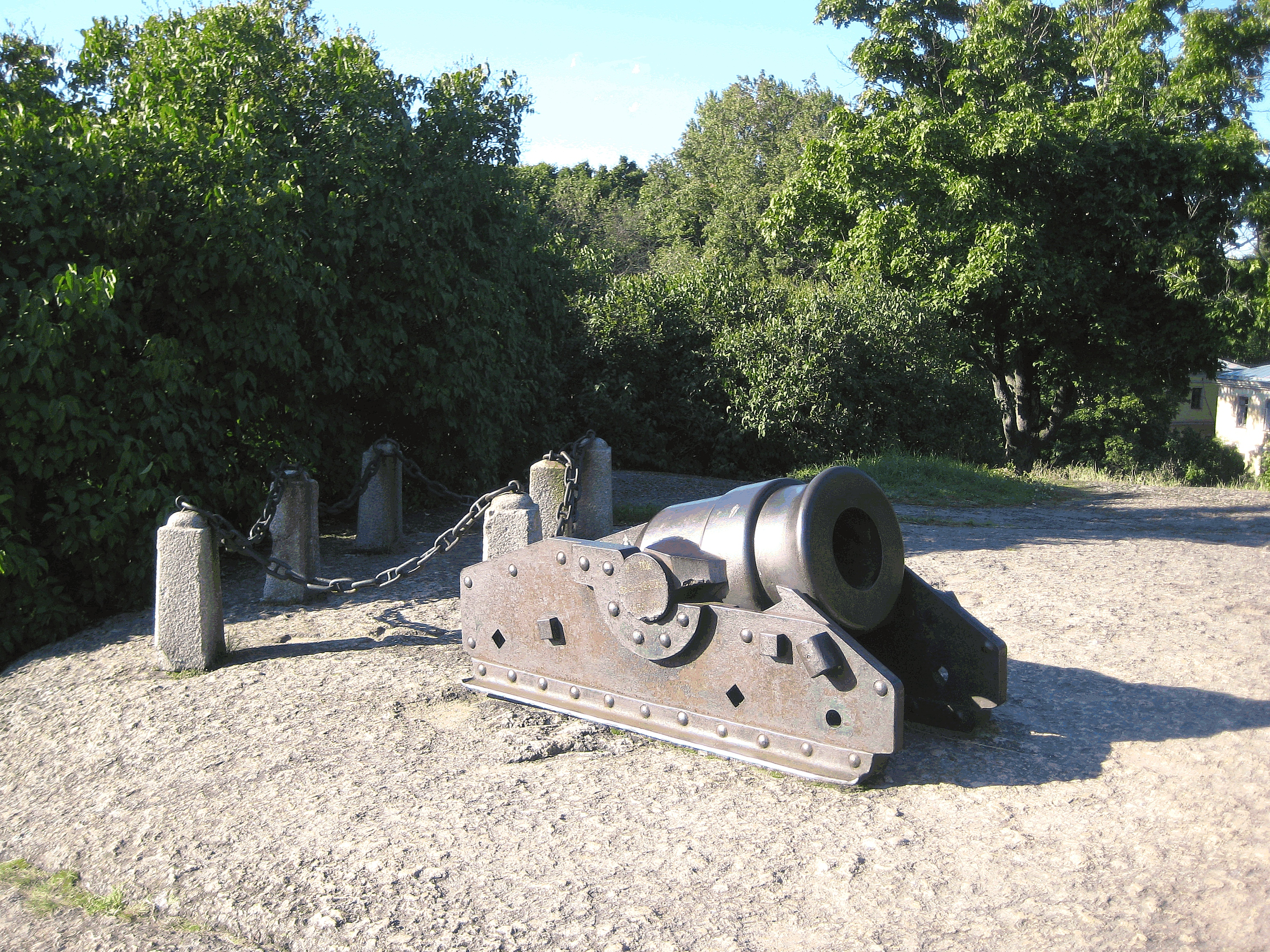
Старинная мортира у вензеля Петра I
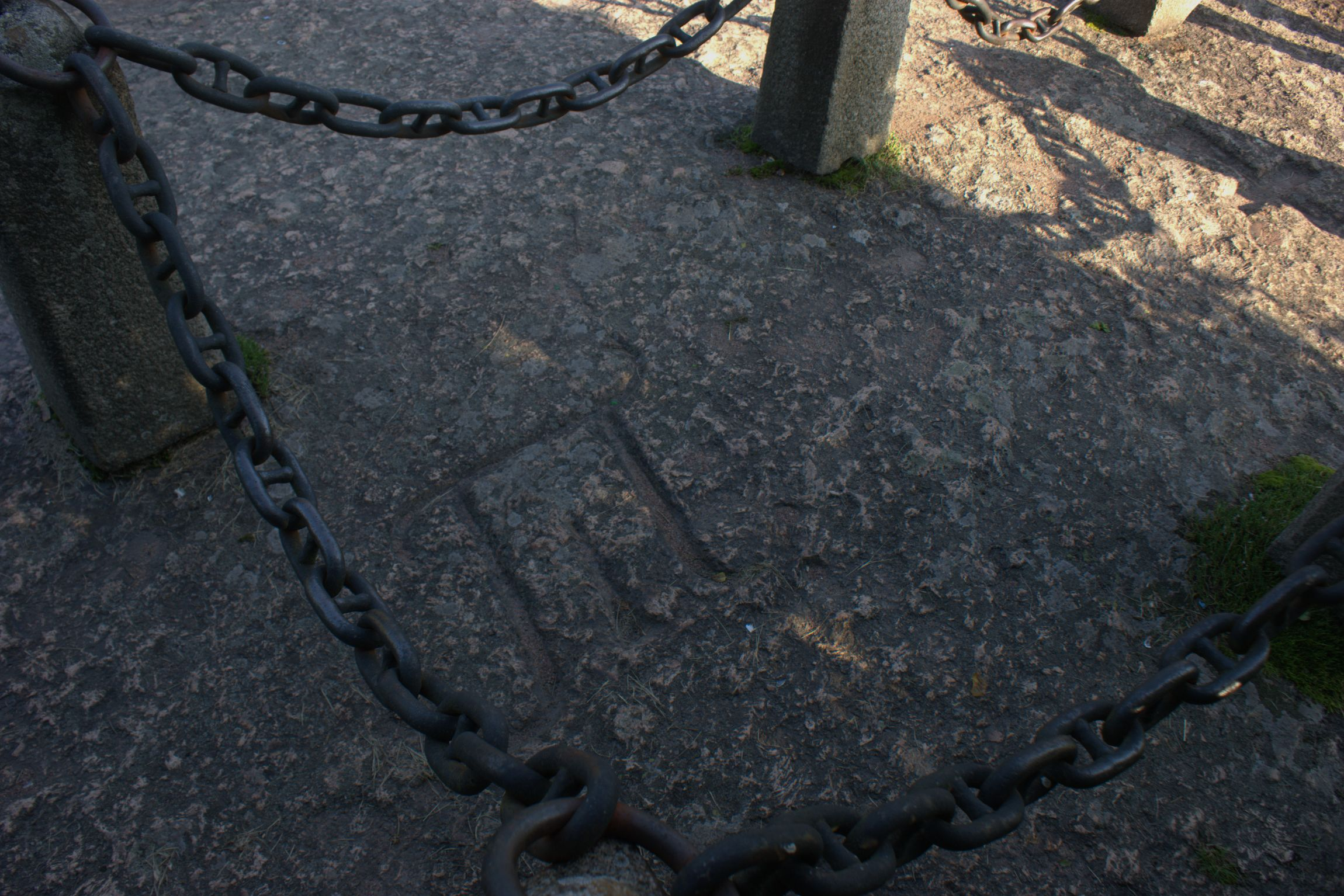
Вензель
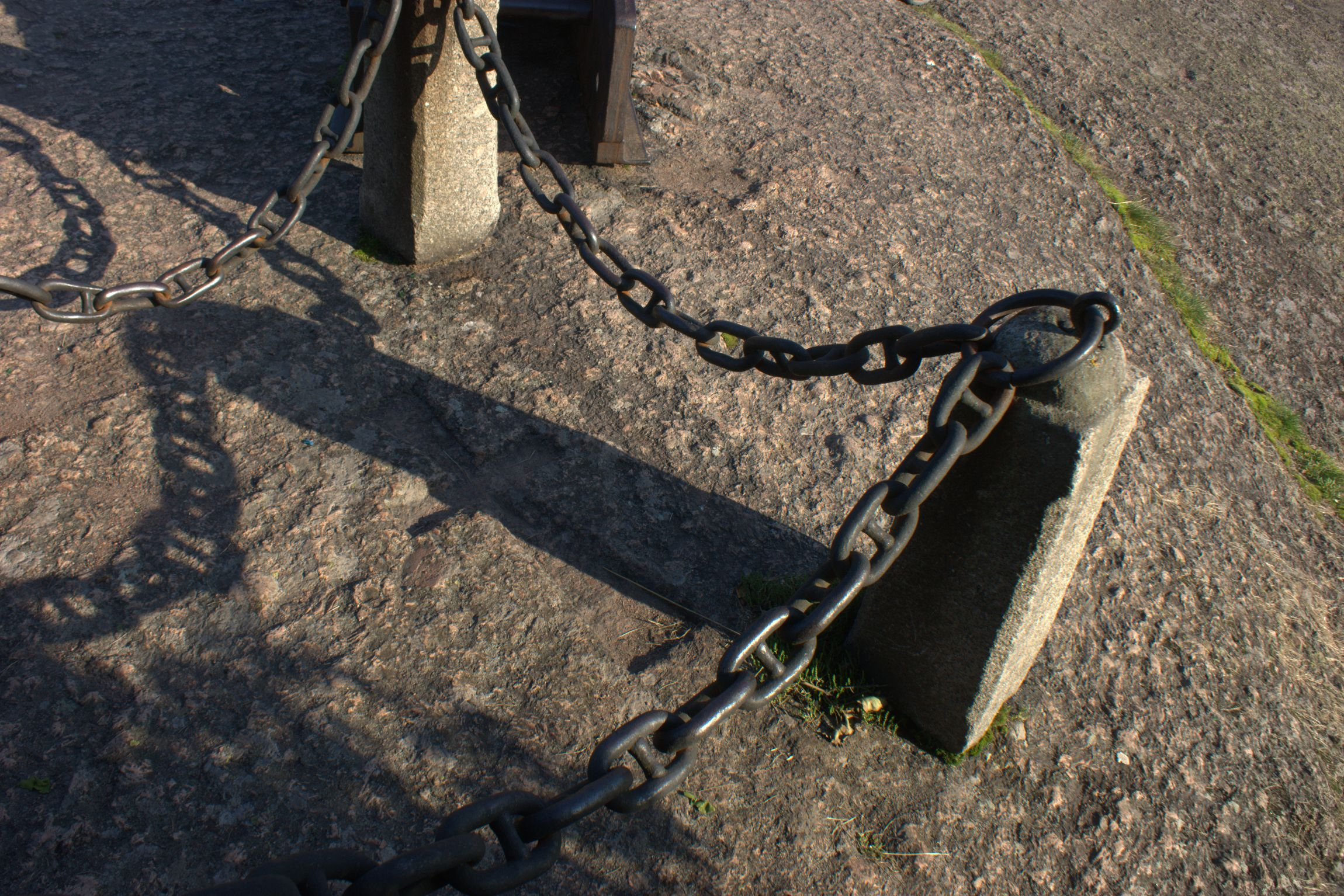
Крест